# Donato d'Urbino
Donato d'Urbino (Milà, Itàlia, 1935) és un arquitecte i dissenyador italià.
Urbino va estudiar amb De Pas al Politècnic de Milà i amb Lomazzi a l'Institut d'Architecture Atheneum de Lausanne, Suïssa. Van fundar a Milà el seu propi estudi d'arquitectura i disseny el 1966.
Inicien la seva activitat amb diferents feines d'arquitectura, disseny de producte, disseny d'exposicions, interiorisme i urbanisme. Els seus primers dissenys, que fugien de la producció massiva, van ser mobles modulars i inflables realitzats en PVC. La seva cadira Blow s'ha convertit en una icona de la cultura pop. També van dissenyar nombrosos mobles i llums inflables, intercanviables i adaptables de gran radicalitat. El 1970 col·laboren en la construcció del pavelló italià a la Fira Mundial d'Osaka. Van participar en nombroses exposicions sobre disseny italià i el 1979 se'ls va concedir un Compasso d'oro pel penjador Sciangai. Han col·laborat amb les empreses italianes més importants (Alessi, Zanotta, Driade, Poltronova, etc.) i amb altres empreses europees com l'espanyola Disform. El 1983 van produir un programa de televisió sobre el disseny italià dels anys cinquanta als vuitanta. D'Urbino i Lomazzi continuen treballant junts i ambdós imparteixen classes a la Facultat de Disseny del Politècnic de Milà. Entre els seus dissenys cal citar la cadira Joe (1970) o el penjador Perruca (1989).